# Уилсон, Фрэнсис
Фрэнсис Генри Уилсон (англ. Francis Henry Wilson, 1876 — ?) — британский регбист, серебряный призёр летних Олимпийских игр 1900.
На Играх Уилсон входил в сборную Великобритании, которая в единственном матче проиграла Франции со счётом 21:8, получив серебряные медали.